# Sacrifice (álbum)
Sacrifice —en español: Sacrificio — es el duodécimo álbum de estudio de la banda británica de rock Motörhead. Fue lanzado al mercado en 1995, es el segundo, y último, de la formación de cuatro miembros Lemmy, Phil Campbell, Würzel, y Mikkey Dee, ya que Würzel abandonaría la banda tras la grabación del mismo.
La canción que da título al álbum aparece en la banda sonora de Tromeo and Juliet, película en la que aparece Lemmy.

## Lista de canciones
Todas las canciones compuestas por Motörhead (Würzel, Phil Campbell, Mikkey Dee y Lemmy), excepto donde se indique lo contrario.
1. "Sacrifice"  – 3:16
2. "Sex & Death" – 2:02
3. "Over Your Shoulder" – 3:17
4. "War for War" – 3:08
5. "Order/Fade to Black" – 4:02
6. "Dog-Face Boy" – 3:25
7. "All Gone to Hell" – 3:41
8. "Make 'em Blind" (Lemmy) – 4:25
9. "Don't Waste Your Time" (Lemmy) – 2:32
10. "In Another Time" – 3:09
11. "Out of the Sun" – 3:43

## Créditos
- Lemmy - bajo, voz
- Phil Campbell - guitarra
- Würzel - guitarra
- Mikkey Dee - batería

Con:
- Bill Bergman – saxofón en "Don't Waste Your Time"
- John Paroulo – piano en "Don't Waste Your Time"

- Joe Petagno - diseño portada
- Grabado en Cherokee Studios, Hollywood, California, Estados Unidos
- Producido y mezclado por Howard Benson
- Coproducido por Ryan Dorn y Motörhead
- Ingeniería y mezclas por Ryan Dorn
- Mezclado en Aire L.A., Glendale, California, Estados Unidos
- Asistente de ingeniería: Devin Foutz y Matthew Ellard
- Masterizado en Futuredisc por Eddy Schreyer